# Rotonda della Besana
La Rotonda della Besana, in origine Foppone dell'ospedale maggiore, è un complesso cimiteriale tardobarocco di Milano costituito da un lungo porticato chiuso al centro del quale si erge la ex chiesa di San Michele ai Nuovi Sepolcri, eretta a partire dal 1695 su disegno di Arrisio (o Attilio) Arrigoni. Fra il 1719 e il 1731 venne eretto il portico sepolcrale loboidale a segmenti d'arco in mattone a vista, a cui lavorò l'architetto Francesco Croce (1696-1773). Si stima che nel sepolcro abbiano ricevuto sepoltura nel corso della sua storia quasi centocinquantamila persone.

## Storia

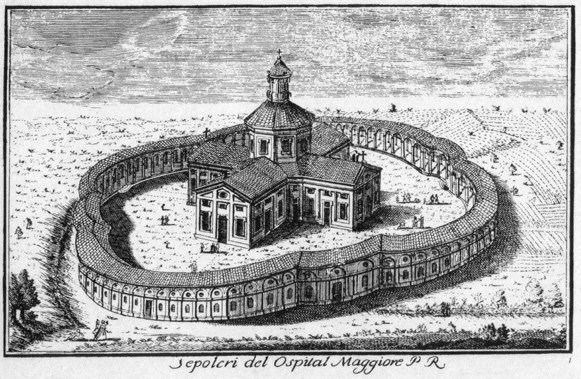
Marcantonio Dal Re, Sepolcri del Ospital Maggiore

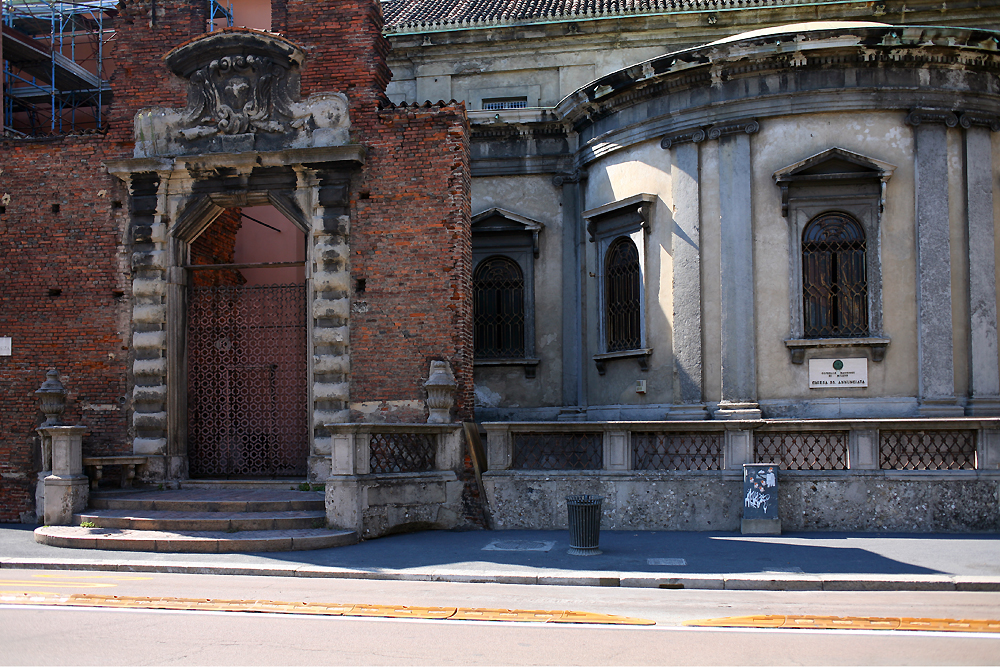
La Porta della Meraviglia con i resti del ponte utilizzati come balaustre sulla via Francesco Sforza

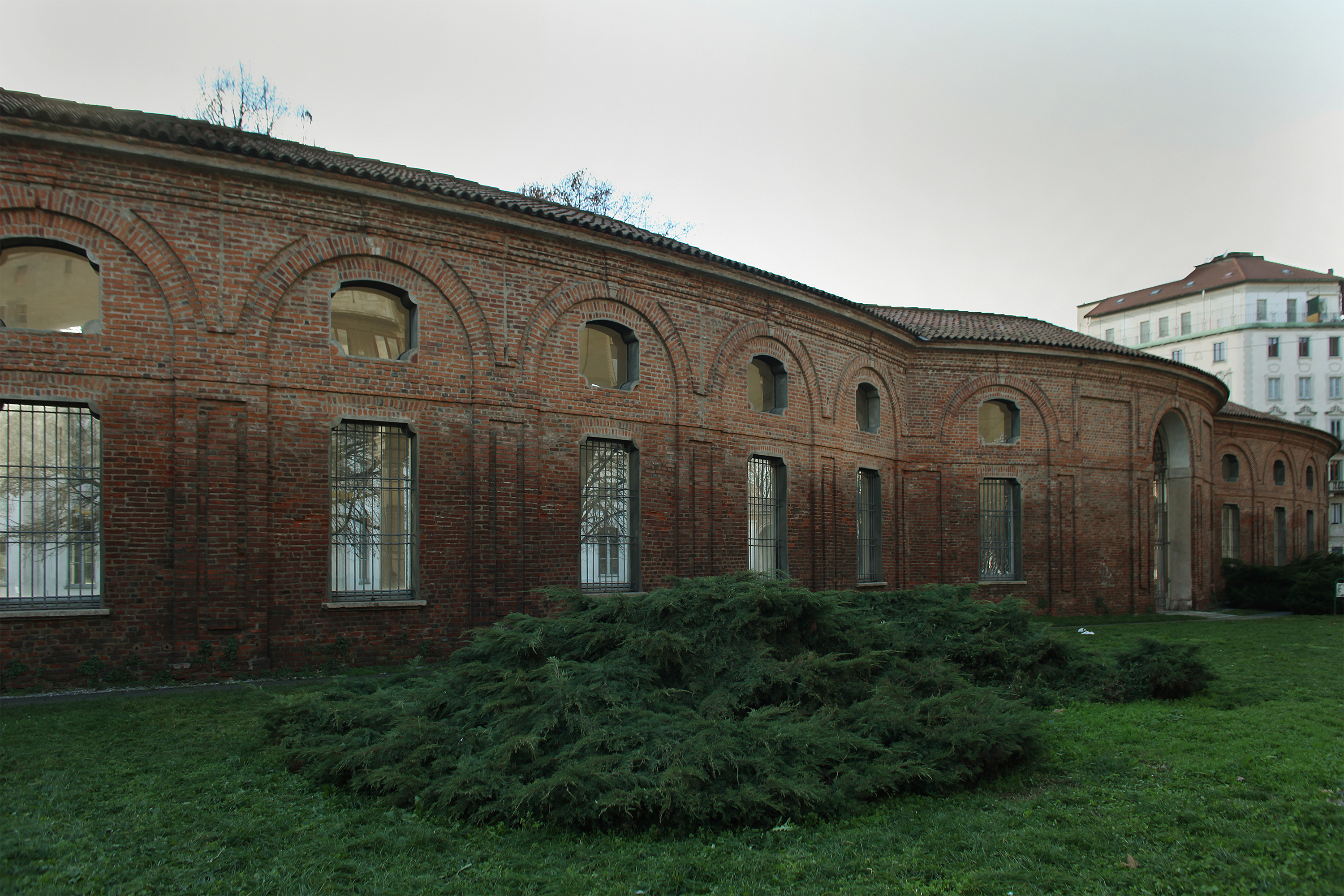
Veduta esterna

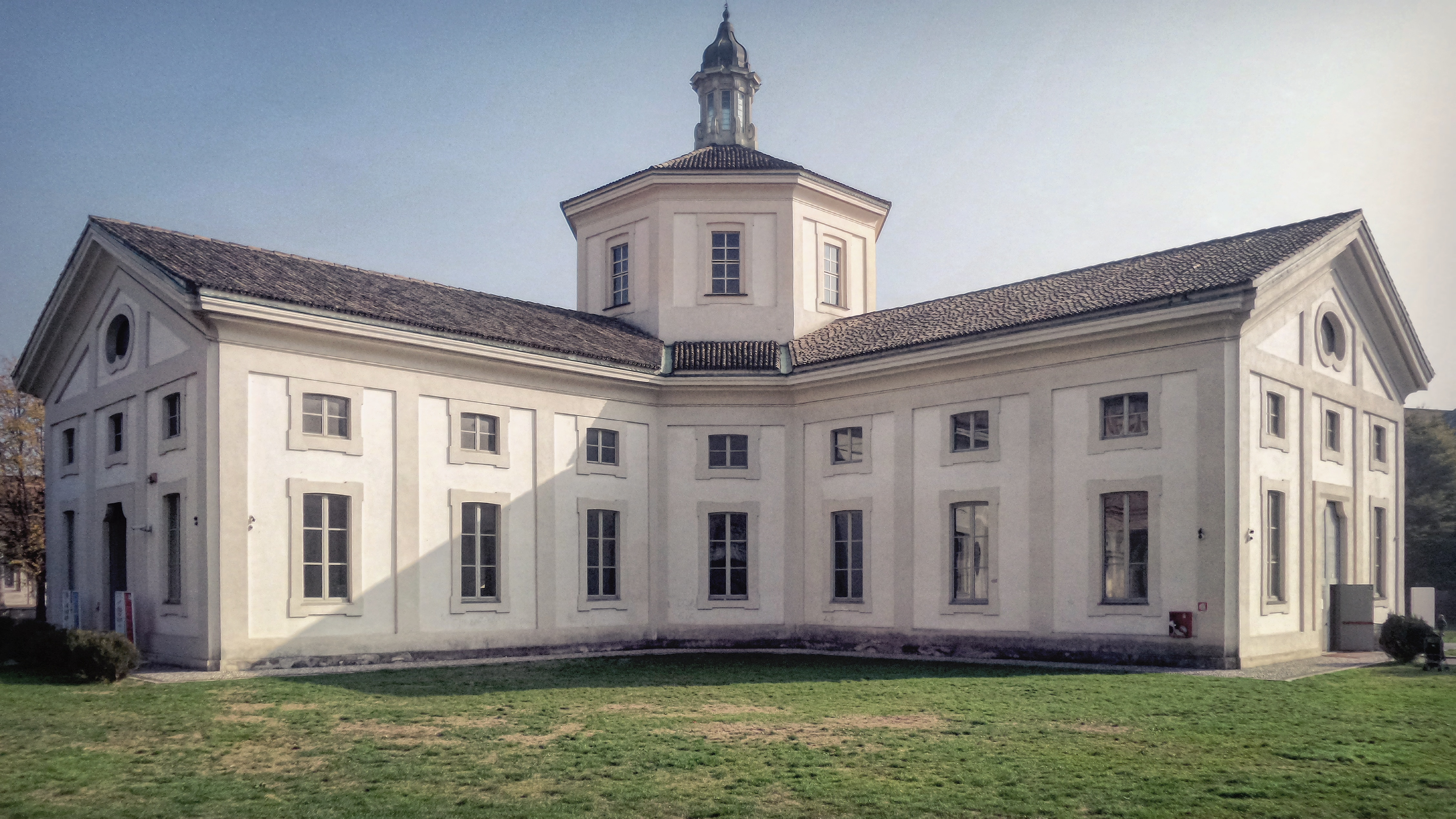
Veduta della chiesa.

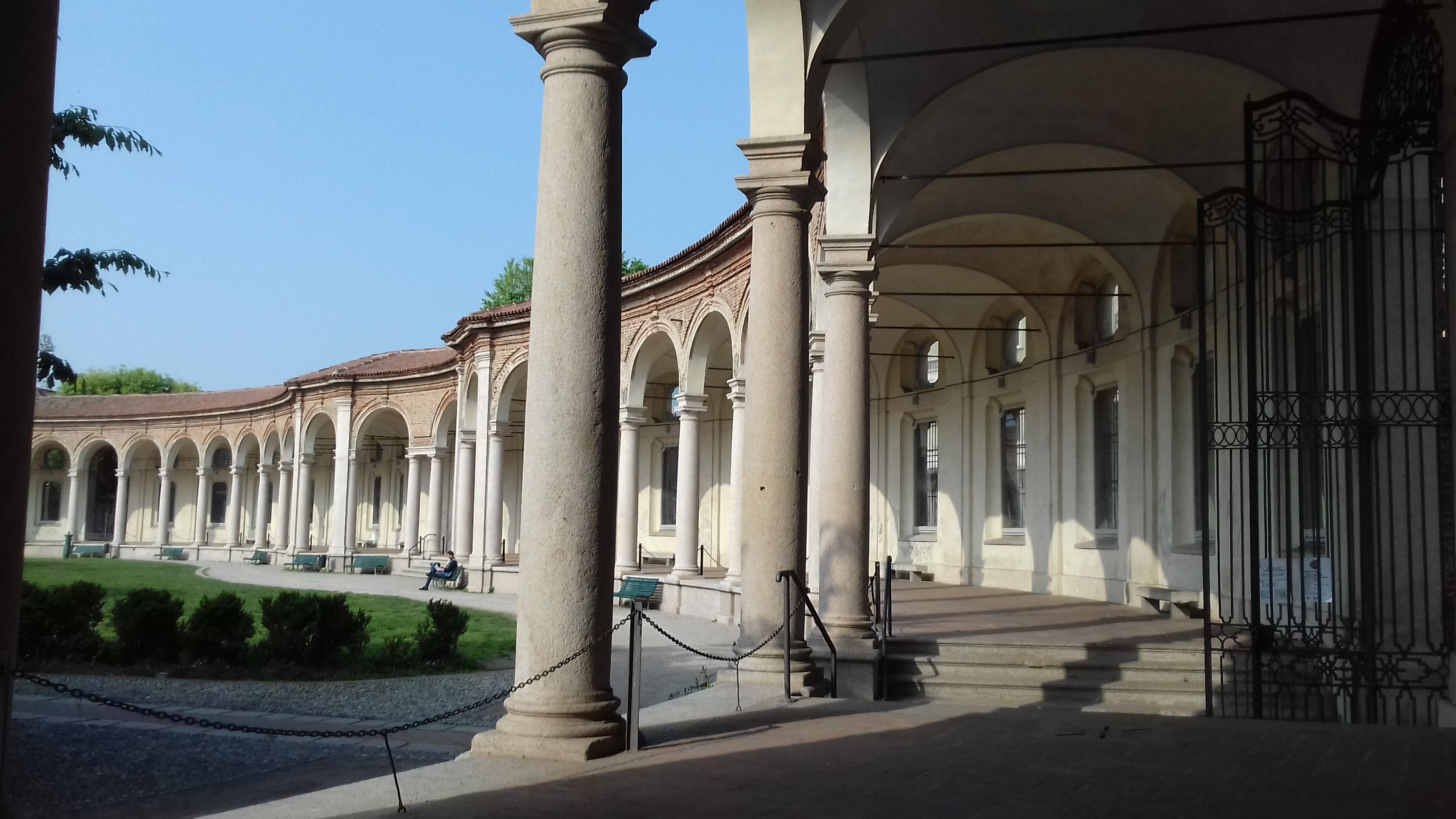
I portici.

Fin dalla sua nascita nel 1456 l'Ospedale Maggiore era dotato di un cimitero coperto a lato del Naviglio e chiamato popolarmente La brugna; sul finire del Seicento i deputati dell'Ospedale ricevevano però continue richieste da parte degli abitanti della zona di fare cessare gli insopportabili miasmi che da quel cimitero si propagavano all'intorno. Vista l'impossibilità di risolvere il grave problema igienico, l'Ospedale determinò di acquistare dalla famiglia Stella (documento del 28 maggio 1694) un terreno posto fra la chiesa di Santa Maria della Pace e i bastioni spagnoli sul quale, sotto la direzione dell'ingenere collegiato dell'ospedale Arrisio Arrigoni, venne nel 1695 cominciata la costruzione di un sepolcro coperto, dotato di un oratorio, appartato dalle abitazioni e non distante dall'Ospedale. Il nuovo cimitero era collegato all'Ospedale mediante una nuova via retta, la Strada di San Barnaba (l'attuale Via San Barnaba) che collegava il camposanto con l'Ospedale Maggiore: per rendere possibile il trasporto delle salme dall'ospedale fu utilizzato un nuovo ponte sul naviglio nei pressi dell'ingresso posteriore dell'Ospedale, sull'attuale Via Francesco Sforza. Di quest'opera è tuttora visibile la Porta della Meraviglia sul retro della Ca' Granda. La costruzione del nuovo cimitero terminò nel 1697 e le prime tumulazioni avvennero nel luglio di quello stesso anno.
Nell'anno 1700 si pensò di convertire l'oratorio in chiesa e, raccolti i fondi necessari, la costruzione ebbe inizio nel 1719 ancora con progetto dell'architetto Francesco Croce con titolo di San Michele Arcangelo ai nuovi sepolcri.
Innalzata però la chiesa, «cominciò ad entrare l'acqua ne' sepolcri, e un puzzo orribile a sortire da' medesimi; oltreche si ritrovò, che non bastava al numero fatto maggiore de' Morti». Per porre rimedio, nel 1719 si cominciò l'erezione del grande porticato, sempre su disegno del Croce, intorno alla nuova chiesa e che potesse contenere nuovi sepolcri; il porticato fu terminato nel 1731 con il generoso aiuto economico del ricco mercante di sete Giambattista Annone. vennero quindi previste nuove sepolture più alte da terra in modo che non fossero invase dalle acque sorgive. Il complesso era allora noto come "Foppone dell'Ospedale", dalla voce milanese "foppa" significante appunto "fossa", con cui venivano denominati i molti cimiteri di Milano.
Il progetto fu degli architetti Attilio Arrigoni e di Francesco Croce, autore del porticato e della ristrutturazione della chiesa, con il contributo dell'ingegner Carlo Francesco Raffagno.

### La dismissione da cimitero

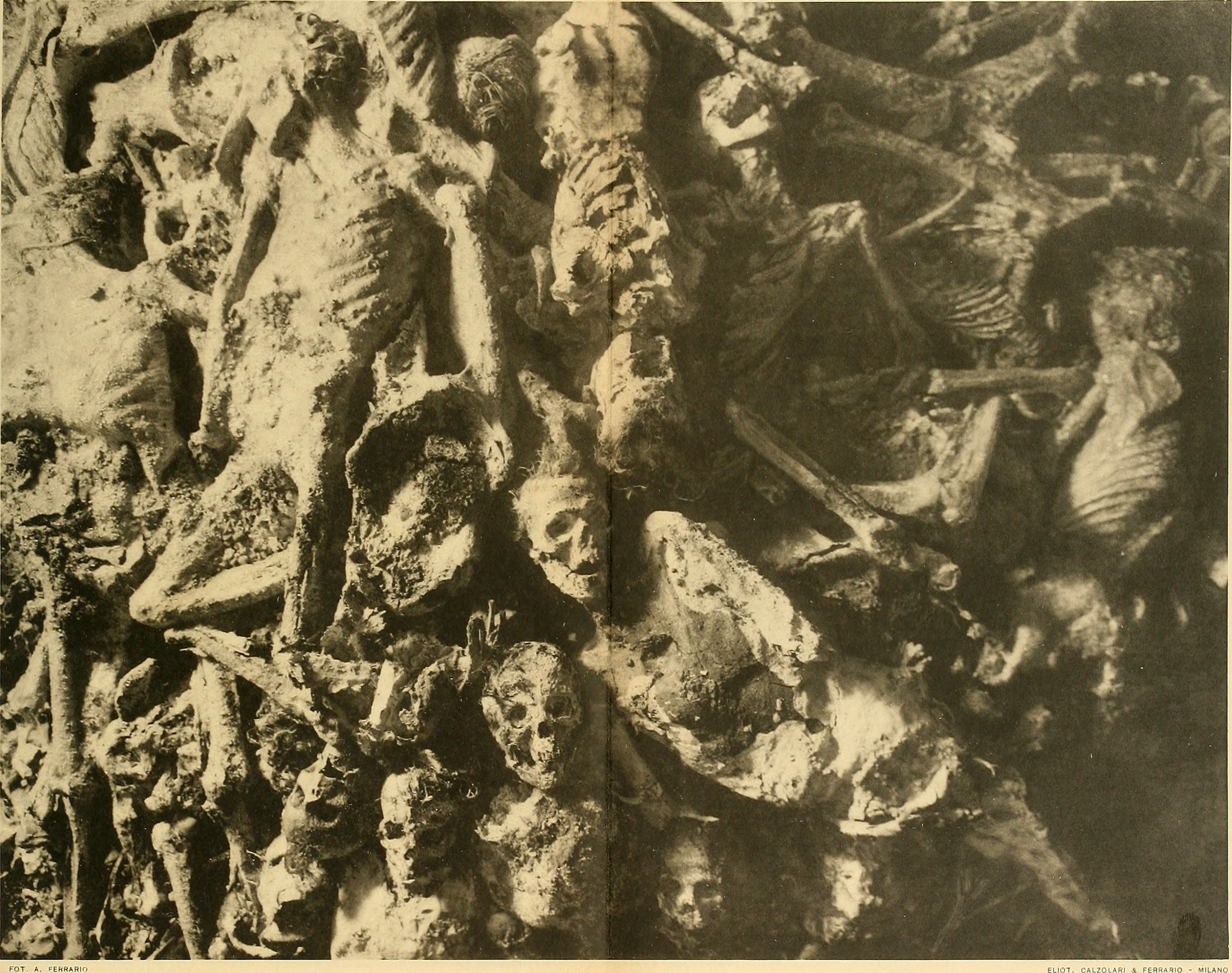
Cadaveri mummificati del XVIII secolo rinvenuti durante gli scavi del 1907.

Dopo il 1792 l'edificio venne dismesso, in seguito alla legislazione sanitaria austriaca che imponeva di spostare i cimiteri fuori dalla cerchia cittadina. Nel 1807, durante la dominazione napoleonica, l'architetto Luigi Cagnola ideò un progetto per trasformare il complesso in pantheon del Regno italico di cui Milano era capitale. Con la caduta di Napoleone e la riannessione all'Austria, il progetto fu accantonato. Fu di volta in volta caserma, fienile, cronicario, lavanderia dell'ospedale fino al 1940; seguì un periodo di degrado, che ebbe fine con l'acquisto da parte del Comune di Milano e la sua totale ristrutturazione.
Dal dicembre del 1906, ormai priva di ogni originario uso cimiteriale, la Rotonda vide l'inizio della penosa operazione di svuotamento dei grandi sepolcri che erano stati ricavati, nei secoli, nel terreno sottostante: all'apertura delle camere sotterranee tornarono alla luce circa centomila cadaveri, molti dei quali mummificati o saponificati, che dovettero essere traslati al Cimitero di Musocco con tutte le complicazioni igieniche del caso. Speciali macchine furono installate e operarono ininterrottamente per aerare e disinfettare i locali prima che essi venissero svuotati. Studi anatomici complessi furono condotti su molti crani rinvenuti dal dottor Cesare Staurenghi, docente di anatomia topografica della Regia Università di Pavia che raccolse alcune conclusioni nel suo studio intitolato Varietà craniche rinvenute nel sepolcreto della "Rotonda" dell'Ospedale Maggiore di Milano (1907). Lo stesso Staurenghi nel 1909 donò 280 di quei crani alla collezione di antropologia al Museo di storia naturale milanese.

### La Rotonda oggi
Il complesso, di proprietà comunale dal 1958, è usato come spazio verde pubblico e come spazio espositivo per mostre temporanee, proiezioni ed eventi culturali. Il giardino della rotonda, di una superficie di 7 100 m², venne realizzato nella sua forma attuale nel 1965 sotto la guida della paesaggista Elena Berrone Balsari.
Dal 2010 al 2012 una importante opera di restauro conservativo è stata compiuta. Sono state restaurate le coperture in coppi antichi. Altresì il restauro ha interessato tutti gli intonaci storici, i materiali lapidei e ha riportato alla luce lacerti di affreschi.
Da gennaio 2014 è sede del Museo dei Bambini di Milano.

## Architettura
La chiesa, nucleo originario del complesso, ha una pianta a croce greca, inusuale nel contesto milanese dell'epoca e con bracci di misura uguale. All'incrocio dei bracci si eleva la cupola ottagonale, coronata dalla lanterna slanciata. Ai termini di ciascun braccio vi sono quattro facciate identiche di gusto molto sobrio. Più elaborato e scenografico è invece l'interno, a tre navate. La copertura a capriate lignee è sorretta da pilastri in pietra, scanalati, a base ottagona. I capitelli, di ordine ionico, sono decorati con raffigurazioni di teschi e ossa, allusive alla destinazione del complesso e tipiche dell'iconografia barocca.
Il porticato mostra un andamento ondulato, ricco di scorci suggestivi. All'interno è costituito da un susseguirsi di volte a vela, che coprono le arcate aperte verso la chiesa. Il prospetto esterno in mattoni a vista è invece aperto da finestroni e oculi.